# Susanna Basso
Susanna Maria Rosaria Basso (Torino, 12 giugno 1956) è una traduttrice italiana, vincitrice del Premio Mondello.

## Biografia
Dal 1987 collabora principalmente con la casa editrice Einaudi ed è stata insegnante di lingua e letteratura inglese presso il Liceo Ginnasio Massimo D'Azeglio di Torino. Nel 2002 ha vinto il Premio Procida-Isola di Arturo-Elsa Morante per la traduzione di Espiazione di Ian McEwan, nel 2006 il Premio Mondello per la traduzione di I Fantasmi di una vita di Hilary Mantel, nel 2007 il Premio Nini Agosti Castellani per la traduzione di Jane Austen e nel 2014 ha nuovamente vinto il premio Procida-Elsa Morante per Lasciarsi andare di Alice Munro. Nel 2010 per Bruno Mondadori ha pubblicato il saggio Sul tradurre. Esperienze e divagazioni militanti. Nel 2019 ha vinto il Premio Pavese per la traduzione.

## Traduzioni
- Timothy Mo, Agrodolce, Serra e Riva, 1988 (tradotto con Rossella Bernascone)
- Wilson Harris, Il palazzo del pavone, Einaudi, 1989
- Ian McEwan, Lettera a Berlino, Einaudi, 1990
- Henry James, Racconti italiani, Einaudi, 1991 (tradotto con Maria Luisa Castellani Agosti, Maurizio Ascari, Carla Pomaré)
- Katherine Vaz, Mariana, Rizzoli, 1997 (tradotto con Grazia Giua)
- Ian McEwan, Cani neri, Einaudi, 2003
- John McGahern, Il pornografo, Einaudi, 1994
- Jane Austen, Orgoglio e pregiudizio, Frassinelli, 1996
- Tobias Wolff, Nell'esercito del faraone, Einaudi, 1996
- John McGahern, Moran tra le donne, Einaudi, 1997
- Julian Barnes, Oltremanica, Einaudi, 1997
- Ian McEwan, L'amore fatale, Einaudi, 1997
- Martin Amis, Altra gente, Einaudi, 1998
- Ian McEwan, Amsterdam, Einaudi, 1998
- Martin Amis, Money, Einaudi, 1999
- Ian McEwan, L'inventore di sogni, Einaudi, 1999
- Julian Barnes, England, England, Einaudi, 2000
- Jay McInerney, L'ultimo dei Savage, Bompiani, 2000
- Ben Okri, La via della fame, Bompiani, 2000
- Nigel Williams, Nemico di classe, Einaudi, 2000
- Kazuo Ishiguro, Quando eravamo orfani, Einaudi, 2000
- Ian McEwan, Espiazione, Einaudi, 2001
- Michael Frayn, A testa bassa, Einaudi, 2001
- Alice Munro, Il sogno di mia madre, Einaudi, 2001
- Owen Chase, Il naufragio della baleniera Essex, SE, 2002
- Grace Paley, Piccoli contrattempi del vivere, Einaudi, 2002 (tradotto con Sara Poli, Marisa Caramella, Laura Noulian)
- Martin Amis, Esperienza, Einaudi, 2002
- Alice Munro, Nemico, amico, amante…, Einaudi, 2003
- Hari Kunzru, L'imitatore, Einaudi, 2003
- Alice Munro, In fuga, Einaudi, 2004
- Richard Mason, Noi, Einaudi, 2004
- Julian Barnes, Amore, dieci anni dopo, Einaudi, 2004
- Steven Millhauser, Martin Dressler. Il racconto di un sognatore americano, Fanucci, 2004
- Wilma Stockenström, Spedizione al baobab, Ilisso, 2004
- Alice Munro, Il percorso dell'amore, Einaudi, 2005 (tradotto con Silvia Pareschi)
- Ian McEwan, Sabato, Einaudi, 2005
- Ian McEwan, Bambini nel tempo, Einaudi, 2005
- Hilary Mantel, I fantasmi di una vita, Einaudi, 2006
- Paul Auster, Mr. Vertigo, Einaudi, 2006
- Ian McEwan, Chesil Beach, Einaudi, 2007
- Julian Barnes, Arthur e George, Einaudi, 2007 (tradotto con Daniela Fargione)
- Alice Munro, La vista da Castle Rock, Einaudi, 2007
- Ngozi Adichie, Chimamanda, Metà di un sole giallo, Einaudi, 2008
- Alice Munro, Le lune di Giove, Einaudi, 2008
- Kazuo Ishiguro, Notturni, Einaudi, 2009
- Ian McEwan, For You, Einaudi, 2009
- Christine Schutt, Florida, Nutrimenti, 2010
- Alice Munro, Troppa felicità, Einaudi, 2011
- Julian Barnes, Il senso di una fine, Einaudi, 2012
- Mary Gaitskill, Oggi sono tua, Einaudi, 2012
- Alice Munro, Racconti, Mondadori, 2013
- Alice Munro, Danza delle ombre felici, Torino, Einaudi, 2013
- Julian Barnes, Livelli di vita, Einaudi, 2013
- Alice Munro, Uscirne vivi, Torino, Einaudi, 2014
- Julian Barnes, Il pappagallo di Flaubert, Einaudi, 2014
- Ian McEwan, La ballata di Adam Henry, Einaudi, 2014
- Kazuo Ishiguro, Il gigante sepolto, Einaudi, 2015
- Julian Barnes, Il rumore del tempo, Einaudi, 2016
- Kazuo Ishiguro, Klara e il Sole, Einaudi, 2021